# Stroj času zn. Hollywood
Stroj času zn. Hollywood (v anglickém originále The Technicolor® Time Machine) je vědeckofantastický román amerického spisovatele Harryho Harrisona vydaný nakladatelstvím Doubleday v roce 1967. Nejprve vyšel pod názvem The Time-Machined Saga jako třídílný seriál  na pokračování v březnu, dubnu a květnu 1967 v americkém časopise Analog Science Fiction and Fact.
Tématem knihy je cestování v čase s komediálními prvky, které parodují filmový průmysl v Hollywoodu.
Česky knihu vydalo nakladatelství Ivo Železný v roce 1999 (ISBN 80-240-0618-9).

## Námět
Producent Barney Hendrickson se pokouší zachránit filmové studio Climactic Studios před bankrotem. K tomu má dopomoci jedině kasovní trhák, velkofilm o objevení Ameriky léta před Kryštofem Kolumbem, který lze natočit bez použití drahých rekvizit. S využitím stroje času profesora Hewitta se bude natáčet přímo v 11. století, rychle a nenákladně. Zranění hlavního představitele způsobí komplikace, jeho roli musí převzít viking Ottar.